# Paraglenurus japonicus
Paraglenurus japonicus är en insektsart som först beskrevs av Robert McLachlan 1867.
Paraglenurus japonicus ingår i släktet Paraglenurus och familjen myrlejonsländor. Inga underarter finns listade i Catalogue of Life.